# Муйоль
Муйоль (кор. 무열, 武烈, Muyeol, Muyǒl; 604–661) — корейський правитель, двадцять дев'ятий володар (ван) держави Сілла періоду Трьох держав.

## Біографія
Батько Муйоля, Кім Йонсу, був сином вана Чинджі. Після усунення останнього від влади всіх його спадкоємців було визнано нездатними до управління країною. Єдиним законним спадкоємцем трону, який мав вагу при дворі залишився Кім Йонсу. Впродовж правління йован Сондок і Чиндок тривала боротьба за право спадкування престолу. Зрештою, після смерті Чиндок більшість знаті підтримала кандидатуру Муйоля як наступного вана Сілли. Він зайняв трон 654 року.
Муйоль мав дружні особисті стосунки з імператором Тан Лі Чжи, причому почали вони співпрацювати ще до того, як останній став імператором. Свого часу Муйоль надавав свою підтримку Лі Чжи, й той віддячив, усіляко підтримуючи вана Муйоля. Зокрема імператор надав 13-тисячне військо, за допомогою якого Муйоль ліквідував загрозу з боку Пекче, завдавши нищівної поразки вану Ийджі. Таким чином 660 року Пекче припинила своє існування, а єдиним серйозним ворогом Сілли на Корейському півострові залишилась Когурьо.
Наступного року ван Муйоль помер, а трон успадкував його син, Мунму.